# 大理城墙
大理城墙，位于中国云南省大理市。大理城墙历史可追溯到唐代玄宗天宝年间。大理城墙现存的城墙建于明代洪武15年（1382年）。
大理城墙现存南北城的部分段墙面。
1985年9月，大理城（含城墙、城楼）被公布为大理市第一批文物保护单位；2016年9月20日，大理城城墙及南北城楼被公布为大理州第六批文物保护单位。

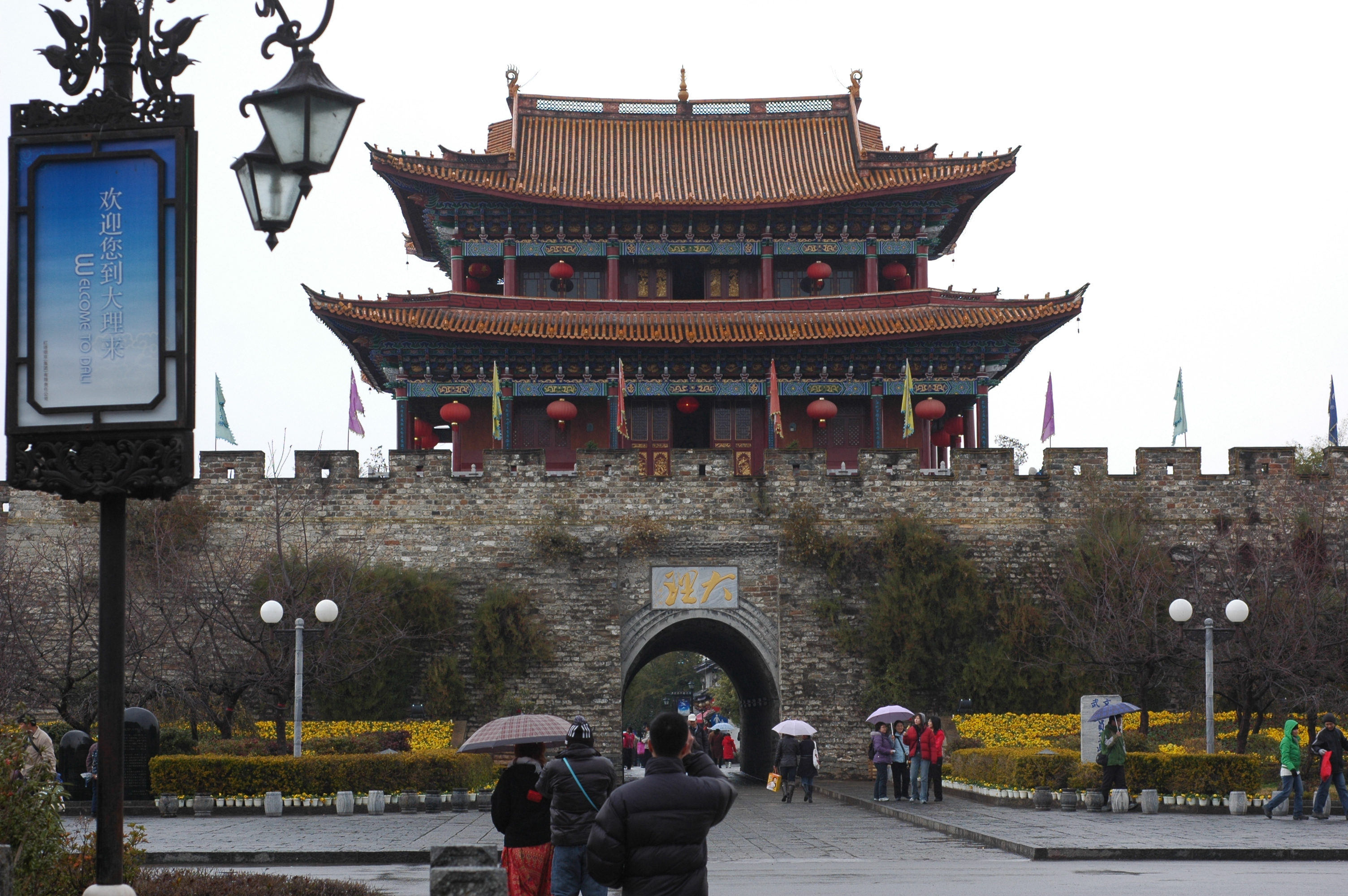
南城门（双鹤门）
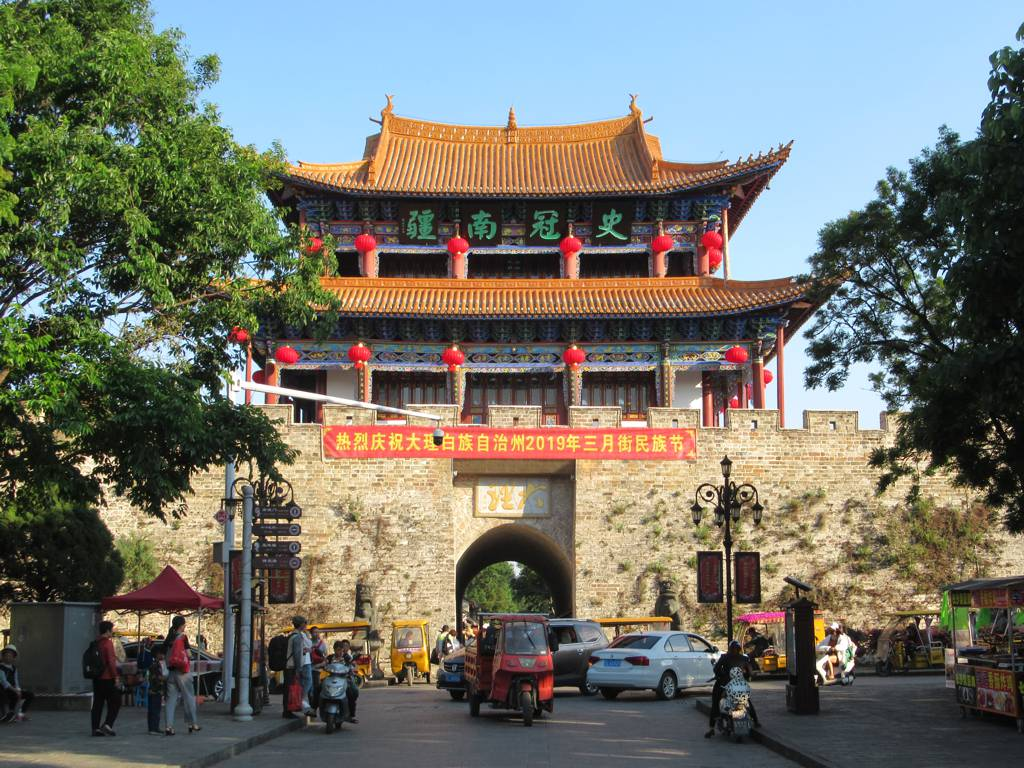
北城门（三塔门）
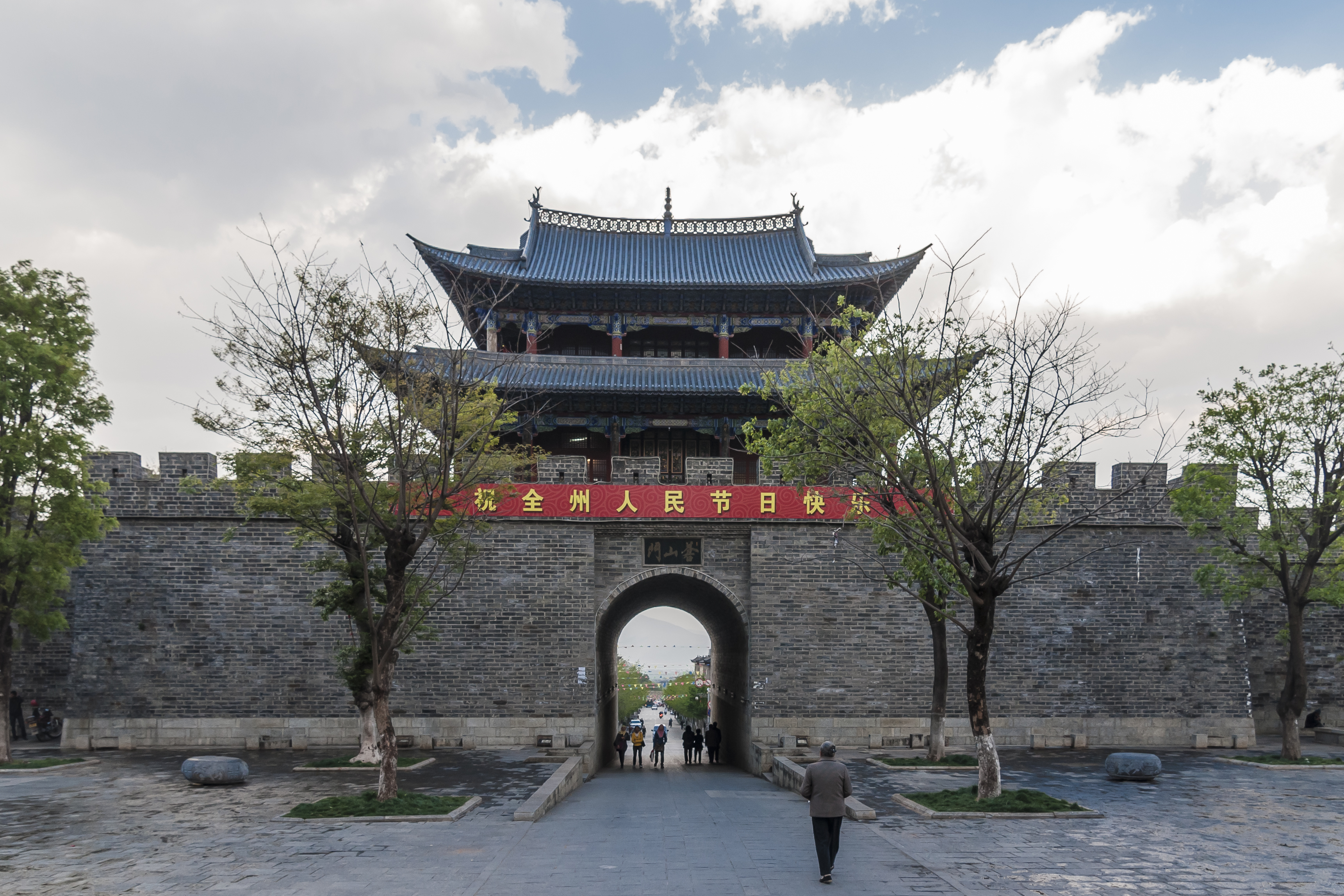
西城门（苍山门）
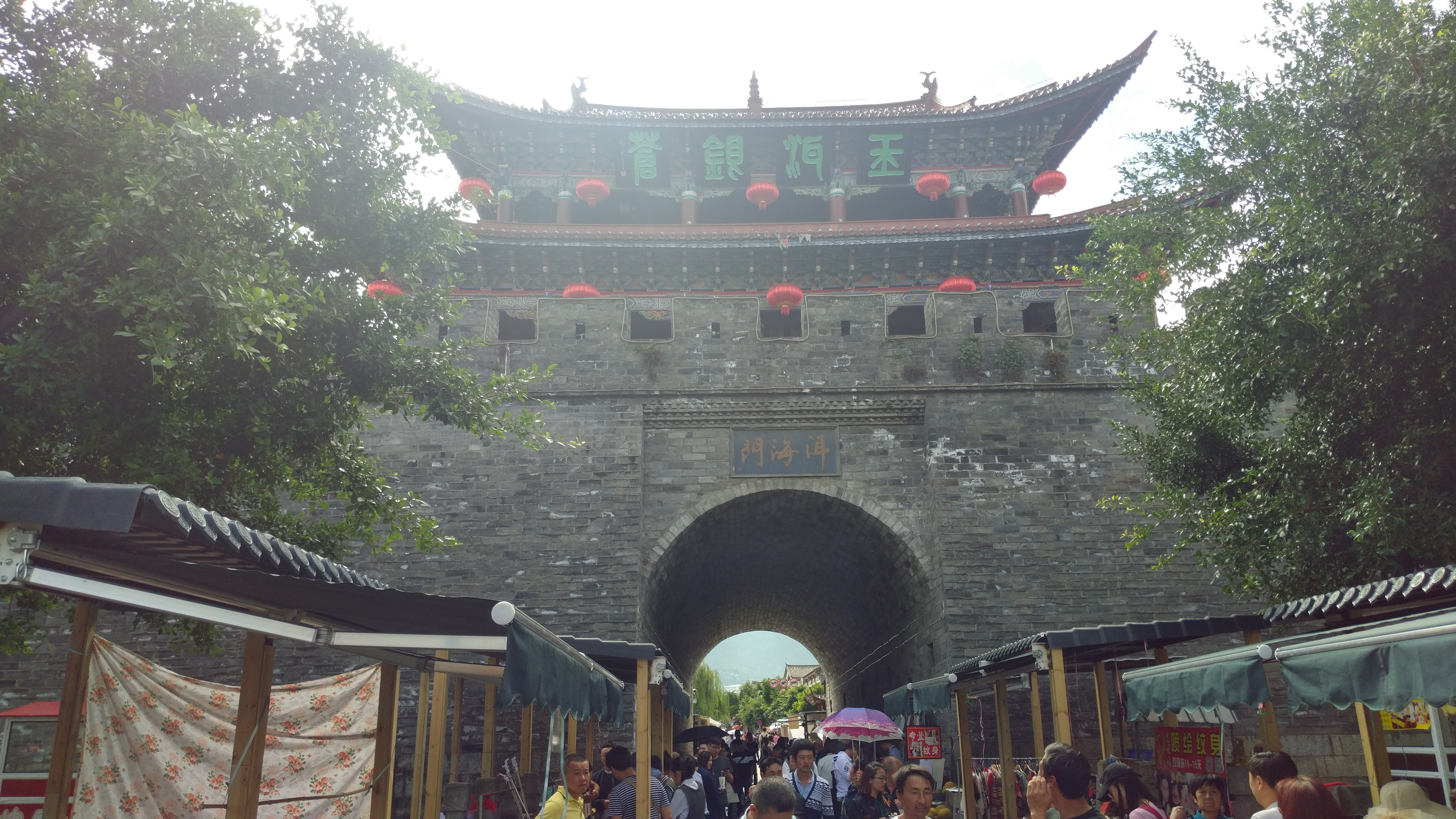
东城门（洱海门）